# ABBA – Die ganze Geschichte
ABBA – Die ganze Geschichte (ABBA: Against the Odds) ist ein schwedischer Dokumentarfilm von James Rogan über die Band ABBA.

## Handlung
In der Dokumentation wird anhand von Originalaufnahmen und Interviews die Geschichte von ABBA ab ihrem Sieg mit Waterloo beim Eurovision Song Contest 1974 erzählt.

## Produktion
Bei der Dokumentation handelt es sich um eine Gemeinschaftsproduktion der Europäischen Rundfunkunion. Beteiligt waren Westdeutscher Rundfunk, Norddeutscher Rundfunk, Südwestrundfunk, Sveriges Television, Danmarks Radio, British Broadcasting Corporation, France Télévisions, Norsk rikskringkasting, Yleisradio, Vlaamse Radio- en Televisieomroeporganisatie, Česká televize, NTR, Ríkisútvarpið und Eesti Rahvusringhääling. Anlass für die Produktion der Dokumentation war das 50. Jubiläum des Sieges von ABBA beim Eurovision Song Contest 1974. Im Vorfeld des Eurovision Song Contest 2024 wird die Dokumentation in mehr als 15 Ländern gesendet. Die Erstveröffentlichung erfolgte am 6. April über den Streamingdienst SVT Play von Sveriges Television. Die deutschsprachige Erstausstrahlung erfolgte am 9. Mai 2024 auf Das Erste. Bereits am 2. Mai wurde die Dokumentation in der ARD-Mediathek veröffentlicht.

## Rezeption
Vicky Jessop vom Evening Standard bewertete den Film mit 4 von 5 Sternen. Die genutzten Archivmaterialien würden eine intime Atmosphäre erzeugen. Auch wenn die Dokumentation keine wirklich neuen Informationen zeige, gebe es einige faszinierende Kleinigkeiten.